# Chocov
Chocov (dříve Kočov, německy Kotschow) je malá vesnice, část města Mladá Vožice v okrese Tábor v Jihočeském kraji. Nachází se asi tři kilometry severně od Mladé Vožice. Chocov leží v katastrálním území Noskov o výměře 4,71 km².

## Historie
První písemná zmínka o vesnici pochází z roku 1402.

## Obyvatelstvo
| Rok            | 1869 | 1880 | 1890 | 1900 | 1910 | 1921 | 1930 | 1950 | 1961 | 1970 | 1980 | 1991 | 2001 | 2011 | 2021 |
| -------------- | ---- | ---- | ---- | ---- | ---- | ---- | ---- | ---- | ---- | ---- | ---- | ---- | ---- | ---- | ---- |
| Počet obyvatel | 185  | 167  | 155  | 136  | 134  | 132  | 120  | 91   | 75   | 68   | 45   | 28   | 18   | 23   | 28   |
| Počet domů     | 25   | 23   | 25   | 25   | 23   | 24   | 24   | 25   | 25   | 19   | 18   | 20   | 20   | 20   | 21   |

## Obecní správa
Při sčítání lidu v letech 1850–1975 Chocov byl osadou obce Noskov, se kterým patřil nejprve do okresu Tábor, ale v roce 1950 v okrese Votice a od roku 1960 opět v okrese Tábor. Od 1. července 1975 je částí města Mladá Vožice v okrese Tábor.

## Pamětihodnosti
- Výklenková kaplička

## Další fotografie

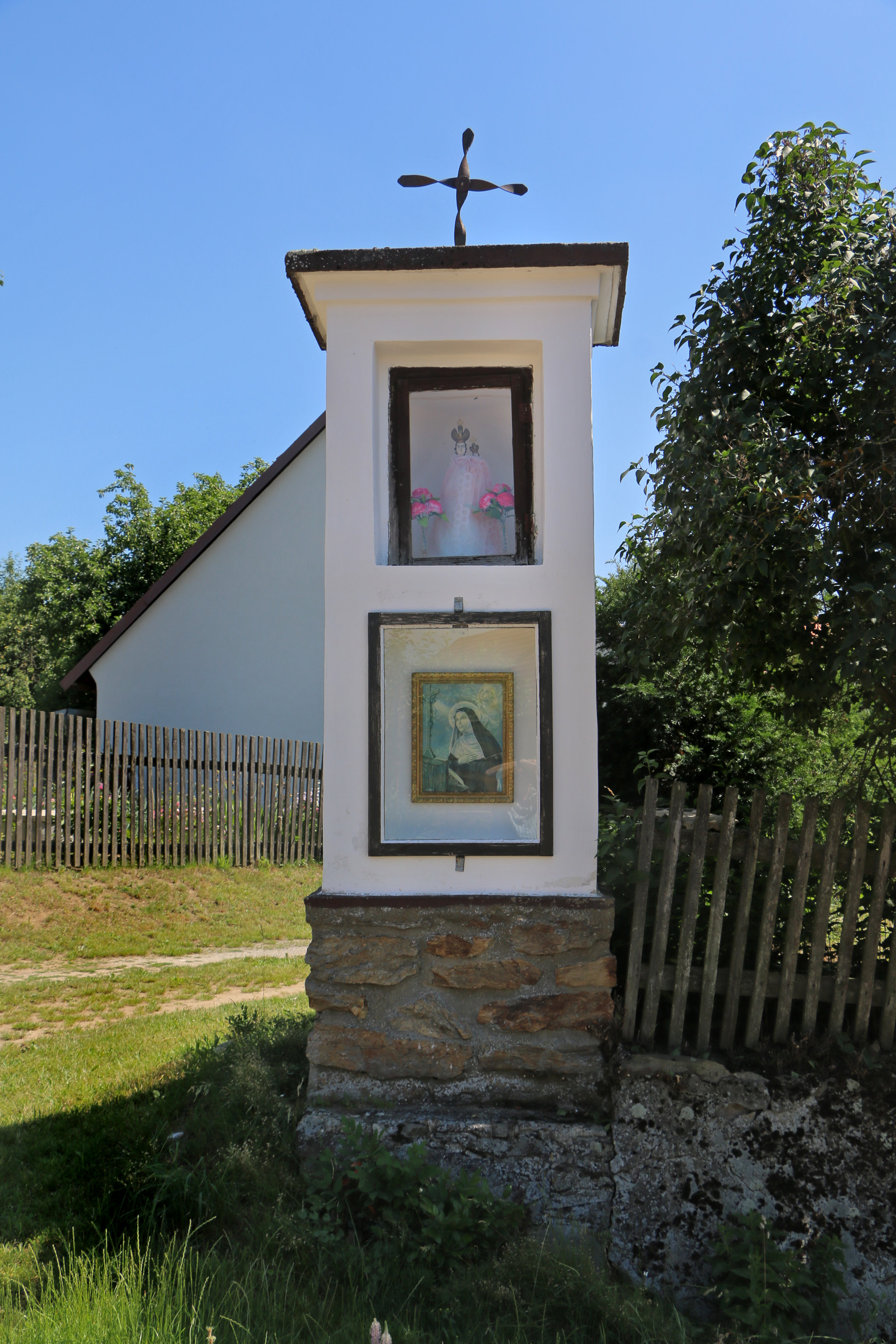
Dům čp. 4
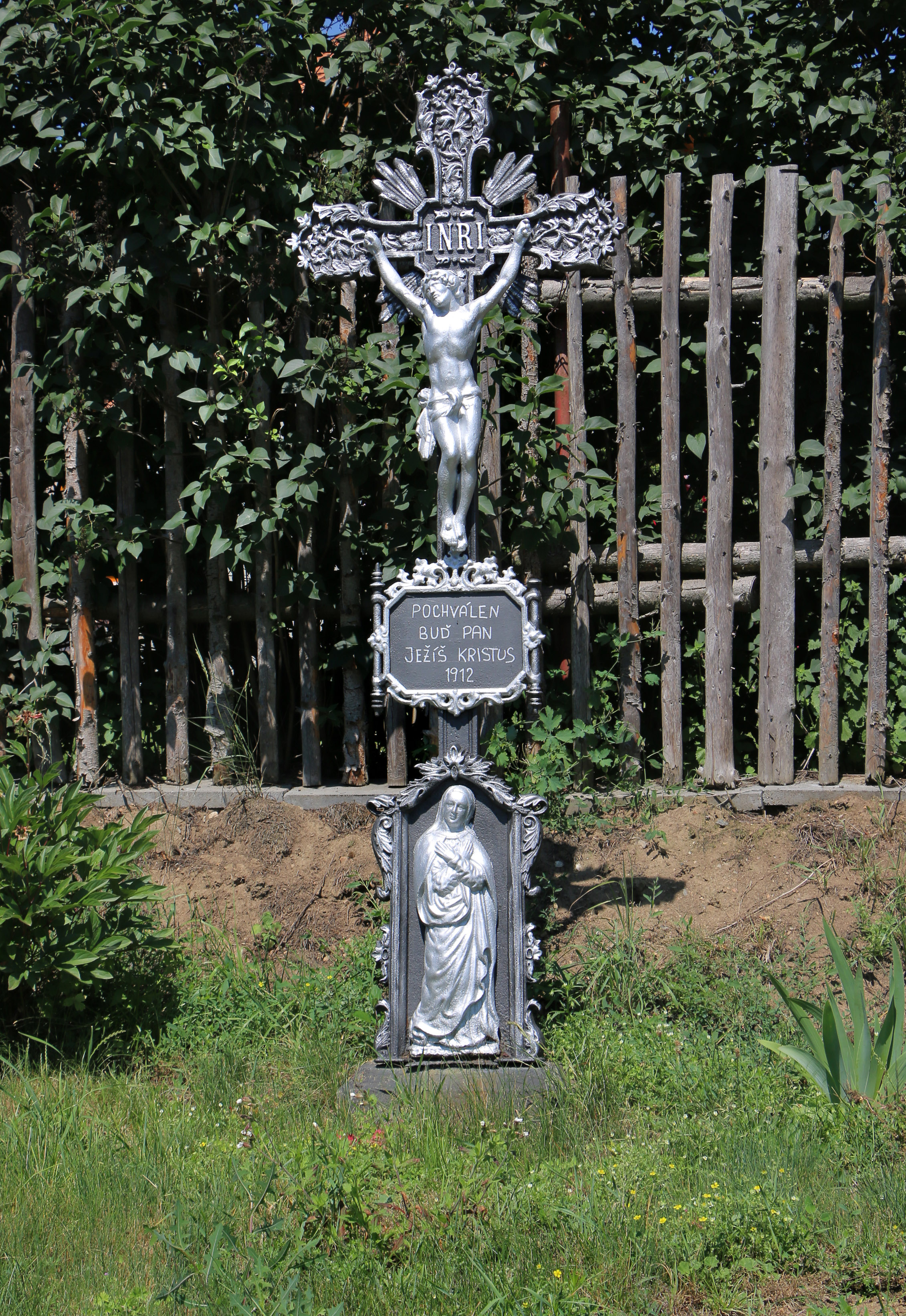
Křížek v horní části vesnice
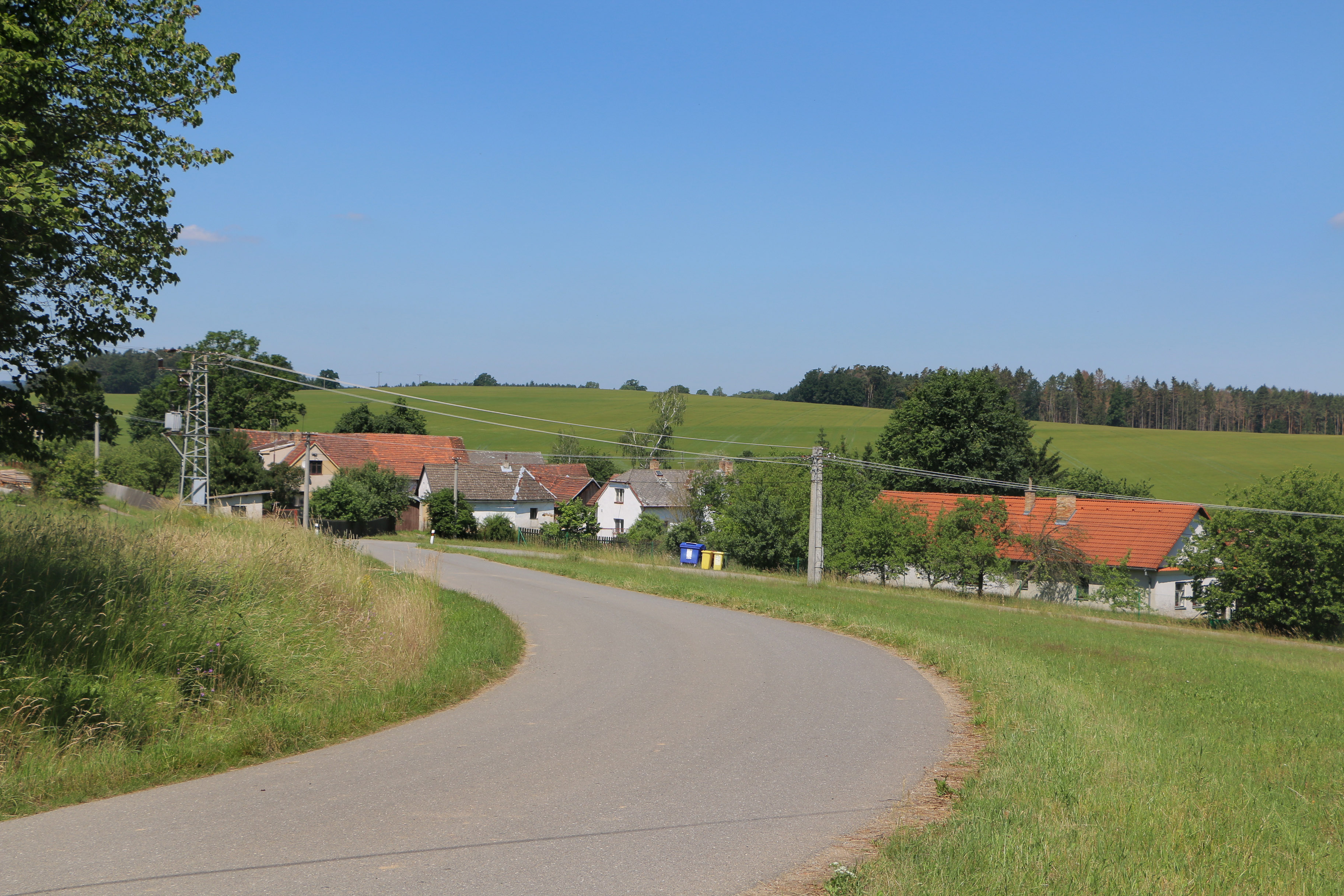
Příjezd do vesnice